# Dieudonné Londo
Dieudonné Londo (Libreville, 6 giugno 1976) è un ex calciatore gabonese, di ruolo attaccante.